# 魁北克同性戀檔案館
魁北克同性戀檔案館位於加拿大魁北克省，致力於記錄與保存同性戀社群史料。該館位於魁北克首府蒙特婁，是一個成立於1983年非營利組織。自成立以來，魁北克同性戀檔案館收藏有許多關於當地同志社群的報紙、DVD、書籍、海報、照片與其它檔案資料，包括蒙特婁當地著名的佳能美男子攝影師亞倫·史頓（Alan B. Stone）的作品。

## 外部連結
- 魁北克同性戀檔案館（英文）